# Óhatói vasgolyó
Az óhatói vasgolyó vagy ágyúgolyó egy 175 centiméter kerületű, 560 kilogramm súlyú, vasból öntött gömb, amely egy 132 centiméter magas kőoszlopon áll Nagaszakiban, és a japán vasművesség egyik történelmi emléke.
A vasgolyó eredetéről nem sokat tudni. A szakértők úgy gondolják, hogy az Edo-korban (1603-1868) készült és csak a Nagaszakiban található műhelyek voltak képesek az előállítására. Amennyiben ez megfelel a valóságnak, ez a korszakból fennmaradt legnagyobb vasgolyó. A tárgy létezéséről 1700-as a legkorábbi feljegyzés, így valószínűleg a 17. század közepén készült. Ebben az időszakban működött az Ajama család műhelye a városban, amely nagyméretű templomi harangokat is készített. A tárgyat óhatoi vasgolyóként és ágyúgolyóként (japánul teppontama) is ismerik. Óhato a nagaszaki kikötő egyik része.
Geoffrey C. Gunri a World Trade Systems of the East and West: Nagasaki and the Asian Bullion Trade Networks című írásában megemlékezett arról, hogy a városi legendárium szerint a tárgy egy ágyúgolyó, amelyet helyi kereskedők adományoztak az 1637–1638 közötti keresztény felkelés leverésére.